# John Leckie
John Leckie és un dels productors britànics de més èxit. Ha treballat en els àlbums com The Bends de Radiohead, Showbiz de Muse, el treball de George Harrison All Things Must Pass, l'àlbum homònim dels The Stone Roses i A Storm in Heaven, de The Verve.

## Àlbums produïts
- Cast: All Change
- Cast: Mother Nature Calls
- The Cut: Shadow Talks
- De Press: Block to Block
- De Press: Product
- Dukes of Stratosphear: 25 O'Clock
- Dukes of Stratosphear: Psonic Psunspot
- The Fall: The Wonderful and Frightening World of The Fall
- The Fall: This Nation's Saving Grace
- Fear Of Music: Fast. Faster. Fastest. (EP)
- Felt: The Strange Idols Pattern and Other Short Stories
- Folks: Everything you wanted to know about Folks but were afraid to ask
- The Grapes of Wrath: These Days
- Robyn Hitchcock & The Egyptians: Respect
- Holy Toy: Perfect Day (EP)
- Kula Shaker: K
- Los Lobos: Good Morning Aztlán
- The Lucy Show: Mania
- Baaba Maal: Missing You (Mi Yeewnii)
- Magazine: Real Life
- Muse: Showbiz
- Muse: Origin of Symmetry
- My Morning Jacket: Z
- New Order: Waiting for the Sirens' Call (certain tracks)
- One Minute Silence: One Lie Fits All
- Mark Owen: Green Man
- Pink Floyd: Meddle
- The Posies: Dear 23
- Radiohead: The Bends
- Ride: Carnival of Light
- Rodrigo y Gabriela: Rodrigo y Gabriela
- Simple Minds: Life in a Day
- Simple Minds: Real to Real Cacophony
- Simple Minds: Empires and Dance
- Suede: Positivity (single)
- The Stone Roses: The Stone Roses
- The Verve: A Storm in Heaven
- XTC: White Music
- XTC: Go 2